# Павлово (Цехановський повіт)
Павлово (пол. Pawłowo) — село в Польщі, у гміні Реґімін Цехановського повіту Мазовецького воєводства.
Населення — 297 осіб (2011).
У 1975-1998 роках село належало до Цехановського воєводства.

## Демографія
Демографічна структура станом на 31 березня 2011 року:
|          | Загалом | Допрацездатний вік | Працездатний вік | Постпрацездатний вік |
| -------- | ------- | ------------------ | ---------------- | -------------------- |
| Чоловіки | 140     | 33                 | 97               | 10                   |
| Жінки    | 157     | 34                 | 92               | 31                   |
| Разом    | 297     | 67                 | 189              | 41                   |